# MTV Video Music Awards 2020
La 37e cérémonie des MTV Video Music Awards a lieu le 30 août 2020, virtuellement, en raison de la pandémie de covid-19. En raison de la situation sanitaire, deux nouvelles catégories sont créées : Meilleure vidéo faite à la maison, et Meilleure performance de la quarantaine.
Avec neuf nominations chacune, Ariana Grande et Lady Gaga sont les artistes les plus nommées. Gaga devient également l'artiste la plus récompensée de la soirée, avec 5 prix.

## Lauréats et nominations
Les gagnants sont indiqués en gras.

### Vidéos de l'année
The Weeknd – Blinding Lights
- Billie Eilish – Everything I Wanted
- Eminem ft. Juice WRLD – Godzilla
- Future ft. Drake – Life Is Good
- Lady Gaga et Ariana Grande – Rain On Me
- Taylor Swift – The Man

### Artiste de l'année
Lady Gaga
- DaBaby
- Justin Bieber
- Megan Thee Stallion
- Post Malone
- The Weeknd

### Chanson  l'année
Lady Gaga et Ariana Grande – Rain On Me
- Billie Eilish – “Everything I Wanted”
- Doja Cat – “Say So”
- Megan Thee Stallion – “Savage”
- Post Malone – “Circles”
- Roddy Ricch – “The Box”

### Meilleure collaboration
Lady Gaga et Ariana Grande – Rain On Me
- Ariana Grande & Justin Bieber – “Stuck with U”
- Black Eyed Peas ft. J Balvin – “RITMO (Bad Boys For Life)”
- Ed Sheeran ft. Khalid – “Beautiful People”
- Future ft. Drake – “Life Is Good”
- Karol G ft. Nicki Minaj – “Tusa”

### Meilleur Nouvel Artiste Push
Doja Cat
- Jack Harlow
- Lewis Capaldi
- Roddy Ricch
- Tate McRae
- Yungblud

### Meilleure vidéo depop
BTS – On
- Halsey – You Should Be Sad
- Jonas Brothers –  What a Man Gotta Do
- Justin Bieber ft. Quavo – Intentions
- Lady Gaga with Ariana Grande – Rain On Me
- Taylor Swift – Lover

### Meilleure vidéo dehip-hop
Megan Thee Stallion – Savage
- DaBaby – Bop
- Eminem ft. Juice WRLD – Godzilla
- Future ft. Drake – Life Is Good
- Roddy Ricch – The Box
- Travis Scott – Highest in the Room

### Meilleure vidéo derock
Coldplay – Orphans
- Blink-182 – Happy Days
- Evanescence – Wasted On You
- Fall Out Boy ft. Wyclef Jean – Dear Future Self (Hands Up)
- Green Day – Oh Yeah!
- The Killers – Caution